# Teresa Hiergeist
Teresa Hiergeist (* 1984 in Landau an der Isar) ist eine deutsche Romanistin.

## Leben
Von 2004 bis 2009 studierte sie spanische und französische Philologie und vergleichende Kulturwissenschaften an der Universität Regensburg und der Universidad de Granada. Nach der Promotion 2013 in Regensburg und der Feststellung der Lehrbefähigung 2019 für das Fach Romanische Literatur- und Kulturwissenschaft ist sie seit 2020 Professorin für Französische und Spanische Literatur- und Kulturwissenschaft am Institut für Romanistik der Universität Wien. Zuvor war sie als wissenschaftliche Mitarbeiterin an den Universitäten Regensburg und Erlangen-Nürnberg beschäftigt.
Ihre Forschungsschwerpunkte sind Literaturtheorie, kognitive Narratologie, literarische und filmische Verhandlungen von Physiognomik, Körperlichkeit, Monstrosität, Menschlichkeit und Animalität, Mensch-Tier-Relationen in Literatur und Kultur, kulturelle Inszenierungen und Instrumentalisierungen gesellschaftlicher Einheit und Diversität, Paragesellschaften (Kommunen, Geheimgesellschaften, Migrantenquartiere) in Kultur, Literatur und Film und Siglo de Oro, Jahrhundertwende (19./20.) in Frankreich und Spanien, 21. Jahrhundert in Frankreich, Spanien und Mexiko.